# Cerhovice (železniční zastávka)
Cerhovice jsou železniční zastávka na trati Praha–Plzeň. Zastávka se nachází asi 500 m od obce Újezd a cca 1 km od městysu Cerhovice, okres Beroun. 

## Historie
Zastávka byla uvedena do provozu 15. prosince 1895 pod názvem Cerhowitz. Roku 1918 zastávka získala jméno Cerhovice. Roku 1939 byla zastávka přejmenována na Cerhowitz, o rok později pak Zerhowitz. V roce 1945 zastávka získala zpět své české jméno Cerhovice.
Roku 2010 původní zastávka zrušena a při modernizaci trati a přeložce vystavěna nová. Původní nádražní budova byla adaptována pro jiné účely.

## Popis
Nacházejí se zde dvě nástupiště, tvořená betonovými panely s navigačními prvky pro nevidomé. Pro cestující slouží jako čekárna skleněný přístřešek. Dále je zastávka vybavena osvětlením[zdroj?] a rozhlasem se systémem INISS 2.